# Los orígenes de la Segunda Guerra Mundial
The Origins of the Second World War (Los orígenes de la Segunda Guerra Mundial) es un libro de no ficción del historiador inglés A. J. P. Taylor, que examina las causas de la Segunda Guerra Mundial. Fue publicado por primera vez en 1961 por la editorial Hamish Hamilton.

## Desarrollo del libro
Taylor había escrito anteriormente The Struggle for Mastery in Europe 1848–1918  (La lucha por el dominio en Europa 1848-1918). Como escribió más tarde en su autobiografía:
Quería escribir algo y decidí que podía continuar mi historia diplomática desde el punto donde terminó la Lucha por el Dominio . Pensé que había hecho la mayor parte del trabajo de investigación necesario revisando los diversos libros de memorias y los volúmenes de documentos diplomáticos alemanes y británicos a medida que iban apareciendo. En aquel momento no había fuentes originales disponibles: ni actas ni documentos del gabinete, ni registros de los Jefes de Estado Mayor, sólo documentos más o menos formales del Ministerio de Asuntos Exteriores con actas muy ocasionales. Esta extraordinaria escasez, como parece ahora, hace de mi libro una obra de época de valor limitado.
Desde 1947, había leído quince volúmenes de documentos diplomáticos británicos, ocho volúmenes de documentos diplomáticos alemanes y un volumen de documentos diplomáticos italianos, todos ellos relacionados con la década de 1930.  Sin embargo, según la biografía escrita por Kathleen Burk, Taylor no leyó Mein Kampf de Adolf Hitler hasta después de escribir el libro. 
Taylor apoyó la Campaña por el Desarme Nuclear, uno de cuyos argumentos era que una guerra no intencionada provocada por accidente podría provocar una guerra nuclear y el fin de la civilización humana. En opinión de Taylor, si la II Guerra Mundial pudo comenzar por accidente, también podría hacerlo una Tercera. También se opuso a la idea de que era necesario que las potencias occidentales adoptaran una postura dura contra la Unión Soviética, ya que no adoptar una postura similar contra la Alemania nazi había llevado a la guerra. 
Desde la guerra, la visión general de las causas de la II Guerra Mundial (la "Tesis de Nuremberg") era que Hitler había querido la guerra, la había planeado en detalle y la había lanzado. Fue apoyado por otros nazis, pero no por el pueblo alemán, que eran espectadores inocentes o víctimas del régimen nazi.   Taylor rompió con este consenso y los cinco temas principales de su libro son: primero, que la política exterior está determinada por razones de Estado y la necesidad de reaccionar ante amenazas externas, en lugar de estar impulsada por políticas internas, como factores económicos o ideológicos; en segundo lugar, que Hitler poseía objetivos estratégicos pero no un gran plan bien pensado sobre cómo y cuándo se alcanzarían esos objetivos; tercero, que los objetivos de Hitler eran los mismos que los de otros políticos alemanes como Gustav Stresemann; cuarto, que Hitler era un oportunista, que se aprovechaba de los acontecimientos previstos por los gobiernos francés y británico en lugar de trabajar según un calendario; y quinto, que al incumplir el Tratado de Versalles e invadir Polonia, Hitler contó con el apoyo del pueblo alemán. 
El libro se publicó en abril de 1961 y al año siguiente aparecieron las ediciones alemana y americana.  También aparecieron traducciones en francés, italiano, finlandés, holandés, portugués, español, noruego, danés, sueco y cingalés.  Fue un éxito de ventas en todo el mundo y provocó una tormenta de controversia.
Sebastian Haffner escribió en su reseña en The Observer : "Esta es una obra maestra casi impecable, perfectamente proporcionada, perfectamente controlada. La amargura se ha suavizado hasta convertirse en una tristeza silenciosa e incluso en la lástima... la justicia es la regla suprema y de todas las pasiones sólo queda la pasión por la claridad... A pesar de todo esto, probablemente se convierta en su libro más controvertido... Taylor está en primer lugar. Es entre los historiadores ingleses de hoy lo que Evelyn Waugh es entre los novelistas ingleses: un salvador de verdades olvidadas, un caballero de la paradoja, príncipe de la narración y un gran maestro, quizás el más grande, de su oficio".  En la reseña del New Statesman, David Marquand elogió a Taylor como "el único historiador inglés que escribe actualmente y que puede tensar el arco de Gibbon y Macaulay ".  Entre sus críticos se encontraban Isaac Deutscher y A. L. Rowse .  Algunos años después de su publicación, Martin Gilbert encontró un ejemplar del libro en una librería de segunda mano. El ejemplar estaba lleno de notas marginales escritas a lápiz que atacaban la tesis del libro. Cuando Gilbert miró la guarda, vio la inscripción "A. L. Rowse". Le presentó la copia a Taylor, quien se mostró muy divertido. 
Hugh Trevor-Roper revisó el libro en la edición de julio de 1961 de la revista literaria Encounter . Trevor-Roper argumentó en contra de la tesis de Taylor, afirmando que Hitler ya había esbozado su programa en Mein Kampf en 1924, y en otros lugares . También acusó a Taylor de pervertir la evidencia:
Ya he dicho lo suficiente para demostrar por qué creo que el libro del señor Taylor es completamente erróneo. A pesar de sus afirmaciones sobre la "disciplina histórica", selecciona, suprime y organiza la evidencia basándose únicamente en las necesidades de su tesis; y esa tesis de que Hitler era un estadista tradicional, de objetivos limitados, que simplemente respondía a una situación dada, no se basa en evidencia alguna, ignora evidencia esencial y es, en mi opinión, demostrablemente falsa. Esta defensa casuística de la política exterior de Hitler no sólo hará daño al apoyar la mitología neonazi: también hará daño, tal vez irreparable, a la reputación de Taylor como historiador serio. 
El 9 de julio, Taylor y Trevor-Roper aparecieron en un debate televisado, presidido por Robert Kee, en el que los dos historiadores se pelearon.  En la edición de septiembre de 1961 de Encounter, Taylor respondió a la reseña de Trevor-Roper. El artículo de Taylor estaba organizado en dos columnas: una mostraba las citas del libro de Taylor que Trevor-Roper había incluido en su reseña y la otra columna proporcionaba la frase completa del libro del que Trevor-Roper había adquirido sus citas. Taylor tenía la intención de demostrar que Trevor-Roper había seleccionado, suprimido y ordenado sus pruebas exactamente de la manera en que había acusado a Taylor. La última cita de Trevor-Roper fue su afirmación de que el libro dañaría la reputación de Taylor, a la que éste respondió: "Los métodos de cita del Honorable Profesor también podrían dañar su reputación como historiador serio, si la tuviera". 
La reseña del historiador marxista Timothy Mason apareció en la edición de diciembre de 1964 de Past & Present . Mason señaló el "impulso demoníaco" de la Alemania nazi y criticó a Taylor por descartar los patrones económicos alemanes, como la importancia del rearme y el objetivo de lograr la autarquía . En opinión de Mason, todas estas cosas requerían que Hitler lanzara una guerra: "Una guerra por el saqueo de mano de obra y materiales encajaba en la terrible lógica del desarrollo económico alemán bajo el gobierno nacionalsocialista". Taylor había ignorado la interdependencia de los factores internos y externos en los objetivos de la política exterior alemana. 
Taylor respondió en la edición de abril de 1965 de Past and Present : "La evidencia de crisis económicas o políticas dentro de Alemania entre 1937 y 1939 es muy escasa, si no inexistente. Hitler recortó los planes de armamento alemanes en un 30 por ciento después de Munich. Los recortó de nuevo drásticamente después de la caída de Francia y los fue reduciendo incluso después de la invasión de Rusia. De hecho, el rearme a gran escala no comenzó hasta el verano de 1943".  Taylor también argumentó que Mason se había equivocado al atribuir el nacionalsocialismo únicamente a Hitler, ignorando la responsabilidad del pueblo alemán, y en que el nacionalsocialismo era la causa de la inestabilidad europea, cuando Taylor consideraba que la inestabilidad ya estaba presente antes de 1933. También respondió a la acusación de Mason de que Taylor ignoraba fuerzas más profundas que operaban en el fondo: "Me temo que no he enfatizado las fuerzas profundas. Por supuesto, había un clima general de sentimiento en la Europa de los años treinta que hacía probable la guerra. "Por supuesto, los historiadores deben explorar las fuerzas profundas. Pero a veces me siento tentado a pensar que hablan tanto de estas fuerzas profundas para evitar hacer un trabajo detallado. Prefiero los detalles a las generalizaciones: un error grave sin duda, pero al menos ayuda a restablecer el equilibrio". 
La prensa de Alemania Occidental criticó unánimemente la tesis de Taylor.  La historiadora Elizabeth Wiskemann escribió una carta al Times Literary Suplement, citando las numerosas críticas favorables al libro de Taylor en publicaciones neonazis.  El historiador alemán Golo Mann atacó el libro en su reseña, afirmando que Taylor intentó demostrar la inocencia de Hitler y que a Taylor no le preocupaba la verdad histórica, sino sólo demostrar la sofisticación de su propia mente. El historiador conservador alemán Gerhard Ritter también se mostró crítico. Cuando Taylor voló a Múnich para un debate televisado con un historiador suizo, el taxista que lo llevó desde el aeropuerto le preguntó si conocía a un inglés llamado A. J. P. Taylor. Taylor respondió que él era A. J. P. Taylor. El conductor se detuvo en medio del tráfico, le dijo a Taylor que había sido parte del guardaespaldas de las SS de Hitler y extendió la mano para felicitarle por demostrar que Hitler no había causado la guerra. 

El libro fue publicado en Estados Unidos por Athenaeum Press . Por sugerencia del editor, Taylor escribió un prefacio a la edición estadounidense explicando el papel de Estados Unidos en el decenio de 1930. La reacción a la tesis de Taylor fue incluso más extrema que en Gran Bretaña.  La reseña de la revista Time arremetió contra Taylor:
Taylor encuentra excusas para exculpar a Hitler y razones para culpar a casi todos los demás... En su opinión, siempre hubo alguien que puso al pobre y pasivo Hitler en condiciones de luchar... Con distanciamiento académico, Taylor expone los argumentos a favor de apaciguar a Hitler y resistirle, pero sus simpatías obviamente están con los apaciguadores... Taylor insiste en que Hitler no era un fanático. "Hitler era un estadista racional, aunque sin duda malvado", escribe Taylor remilgadamente... su nacionalismo, lejos de ser la variedad común, fue el racismo más virulento que el mundo haya conocido... "Un estudio de la historia no tiene ninguna utilidad práctica, ni en el presente ni en el futuro", dijo una vez Taylor, a quien le gusta ser caprichoso. En lo que respecta al propio Taylor, su libro demuestra su perspectiva. 
Gordon A. Craig en el New York Herald Tribune condenó el libro, calificándolo de "libro perverso y potencialmente peligroso". El señor Taylor siempre ha mostrado una tendencia a forzar la verdad para lograr formulaciones sorprendentes. Pero nunca antes había sido tan decidido en demostrar su originalidad como lo está aquí, o tan dispuesto a permitirse la exageración, la simplificación excesiva, las sutilezas y la pura obstinación para lograr sus efectos". Craig terminó diciendo que Taylor "también brinda ayuda y consuelo a quienes desean rehabilitar la reputación del Führer". 
Dos excepciones fueron los historiadores revisionistas estadounidenses Harry Elmer Barnes  y Murray Rothbard,  quienes elogiaron la tesis de Taylor con la esperanza de que permitiera a los futuros académicos corregir el registro histórico del estallido de hostilidades, de una manera similar a la que ocurrió después de la Primera Guerra Mundial.
En 1963, apareció una segunda edición con un nuevo prefacio de Taylor titulado "Second Thoughts".